# Dezső Lauber

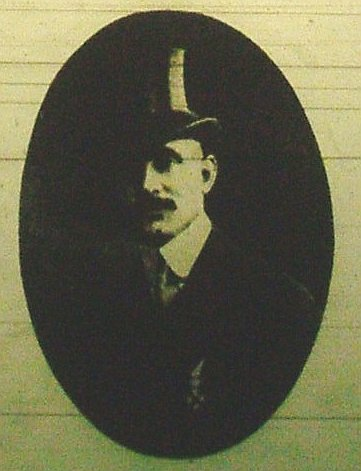
Lauber im Jahr 1908

Dezső Lauber (* 23. Mai 1879 in Pécs; † 5. September 1966 in Budapest) war ein ungarischer Sportler und Architekt.

## Biografie
Lauber war in vielen Sportarten aktiv, darunter Bobfahren, Eisschnelllauf, Golf, Fahrradfahren und Tennis. Bei letzterem nahm er 1908 bei den Olympischen Sommerspielen in London teil. Im Einzel kam er nach einem Freilos zum Auftakt nicht über die zweite Runde hinaus, wo er Charles Dixon mit nur einem eigenen Spielgewinn unterlag. Bei den weiteren Konkurrenzen ging er nicht an den Start.
Auch im Golf nahm er an einigen Profiturnieren teil. Den ersten ungarischen Golfkurs zeichnete und baute er 1908/1909 selbst. Dort fand 1909 auch das erste ungarische Golfturnier statt. Er wurde später Sekretär des Vereins an selber Stelle und diente von 1909 bis 1915 zudem als Sekretär für das MOB, das ungarische Olympische Komitee. Als Golfer wurde Lauber mehrfacher ungarischer Meister und gewann dreimal das Turnier in München, damals eines der angesehensten in Europa.
Der gelernte Architekt Lauber nahm mit dem Doppel-Olympiasieger im Schwimmen von 1896 Alfréd Hajós 1924 an den Kunstwettbewerben in der Kategorie Baukunst teil. Zusammen gewannen sie für den Plan eines Stadiums die Silbermedaille – Gold wurde nicht vergeben. Das Stadium wurde zunächst aufgrund der Folgen des Ersten Weltkriegs nicht verwirklicht. Letztlich wurde das Puskás Ferenc Stadion nach dem Zweiten Weltkrieg erbaut. Bei den Kunstwettbewerben 1928 war Lauber noch als Schiedsrichter tätig.